# Javornice
Javornice är en ort i Tjeckien. Den ligger i den östra delen av landet, 140 km öster om huvudstaden Prag. Javornice ligger 395 meter över havet och antalet invånare är 882.
Terrängen runt Javornice är platt åt sydväst, men åt nordost är den kuperad. Runt Javornice är det ganska tätbefolkat, med 72 invånare per kvadratkilometer. Närmaste större samhälle är Rychnov nad Kněžnou, 5,4 km väster om Javornice. Omgivningarna runt Javornice är en mosaik av jordbruksmark och naturlig växtlighet.